# Potentilla rydbergiana
Potentilla rydbergiana là loài thực vật có hoa trong họ Hoa hồng. Loài này được Rose miêu tả khoa học đầu tiên năm 1903.